# Донаушпіталь (станція метро)
48°13′10″ пн. ш. 16°28′00″ сх. д. / 48.2194° пн. ш. 16.4666° сх. д.
«Донаушпіталь» (нім. Donauspital) — станція Віденського метрополітену, розміщена на лінії U2 між станціями «Асперн-штрасе» і «Гардег-гассе». Відкрита 2 жовтня 2010 року у складі дільниці «Штадіон» — «Асперн-штрасе».
Розташована в 22-му районі Відня (Донауштадт), на естакаді, паралельно Лангобарден-штрасе, поблизу клініки «Донаушпіталь», від якої отримала назву.